# Juvigné
Juvigné ist eine französische Gemeinde mit 1.332 Einwohnern (Stand: 1. Januar 2022) im Département Mayenne in der Region Pays de la Loire; sie gehört zum Arrondissement Mayenne und zum Kanton Ernée. Die Einwohner heißen Juvignéens.

## Geographie
Juvigné liegt etwa 26 Kilometer nordwestlich von Laval an der Quelle der Vilaine. Umgeben wird Juvigné von den Nachbargemeinden Saint-Pierre-des-Landes im Norden, Ernée im Nordosten, Saint-Hilaire-du-Maine im Osten, Le Bourgneuf-la-Forêt im Süden und Südosten, La Croixille im Süden, Princé im Westen sowie Luitré-Dompierre mit Luitré im Nordwesten.

## Bevölkerungsentwicklung
| Jahr                       | 1962 | 1968 | 1975 | 1982 | 1990 | 1999 | 2006 | 2019 |
| Einwohner                  | 1868 | 1792 | 1620 | 1584 | 1495 | 1340 | 1388 | 1465 |
| Quellen: Cassini und INSEE |      |      |      |      |      |      |      |      |

## Sehenswürdigkeiten
- Kirche Saint-Martin aus dem 19. Jahrhundert

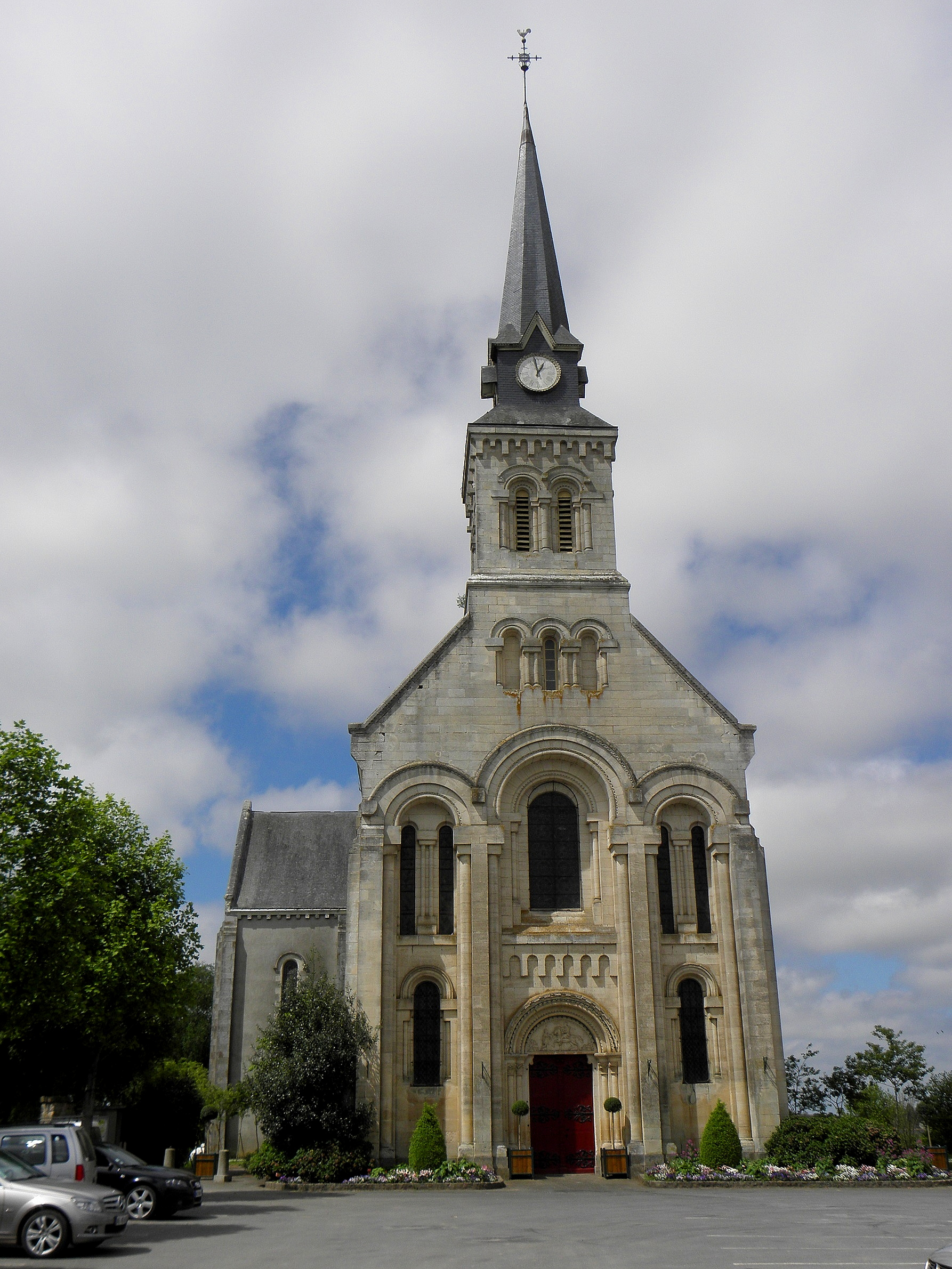
Kirche Saint-Martin

## Gemeindepartnerschaft
Mit der polnischen Gemeinde Chocianów in Niederschlesien besteht eine Partnerschaft.

## Persönlichkeiten
- Johann Daniel Öhlert (1765–1814), Militär